# Канцерова, Наталья Евгеньевна
Наталья Евгеньевна Канцерова (17 мая 1958, село Кастырка, Константиновский район, Ростовская область) — советский и российский государственный деятель, юрист. Полномочный представитель Губернатора Пензенской области в Законодательном Собрании Пензенской области (с 2021). Прокурор Пензенской области (2013—2021). Заслуженный юрист Российской Федерации (2007). Почетный работник прокуратуры Российской Федерации (2002).

## Биография
Родилась 17 мая 1958 года в селе Кастырка Константиновского района Ростовской области.
В 1979 году окончила Саратовский юридический институт им. Д.И. Курского, где получила квалификацию «юрист».
С 1979 года по 1980 год была стажёром прокуратуры Лопатинского района Пензенской области.
С 1980 года по 1990 год состояла в должности следователя прокуратуры Лопатинского района Пензенской области.
С 1990 года по 1998 год замещала должность прокурора Шемышейского района Пензенской области.
С 1998 года по 2003 год – прокурор Октябрьского района г. Пензы.
С 2003 года по 2006 год – заместитель прокурора – начальника следственного управления прокуратуры Пензенской области.
С 2006 года по 2011 год – заместитель прокурора Пензенской области.
С 2011 года по 2013 год занимала должность первого заместителя прокурора Пензенской области.
В апреле 2013 года назначена на должность прокурора Пензенской области.
Указом Президента Российской Федерации от 12.01.2015 № 7 присвоен классный чин «Государственный советник юстиции II класса».
В октябре 2021 года Указом Президента РФ № 592 от 18.10.2021 года Наталья Канцерова освобождена от должности прокурора Пензенской области.
C 2 ноября 2021 года назначена Губернатором Пензенской области О.В. Мельниченко на должность полномочного представителя Губернатора Пензенской области в Законодательном Собрании Пензенской области.

## Награды
- Орден Почёта (2017)[5];
- Заслуженный юрист Российской Федерации (2007);
- Медаль «290 лет прокуратуре России»;
- Почетный работник прокуратуры Российской Федерации (2002);
- Памятный знак «За заслуги в развитии города Пензы» (25 октября 2013)[6];
- Премия «Юрист года» Пензенской области (2017)[7];
- Орден Преподобной Евфросинии, великой княгини Московской III степени (19 июня 2022 года) — во внимание к трудам по строительству Спасского кафедрального собора г. Пензы[8].

## Интервью
- Интервью прокурора Пензенской области корреспонденту газеты «Молодой ленинец» 02.03.2021 Архивная копия от 28 октября 2021 на Wayback Machine, epp.genproc.gov.ru 02.03.2021.